# Raymondia simplex
Raymondia simplex är en tvåvingeart som beskrevs av Jobling 1955. Raymondia simplex ingår i släktet Raymondia och familjen lusflugor.
Artens utbredningsområde är Kongo. Inga underarter finns listade i Catalogue of Life.